# Сант'Анна ді Стаццема
Сант'Анна ді Стаццема, офіційна назва Сант'Анна — село в Тоскані, Італія. В адміністративному плані це фракція комуни Стаццема провінції Лукка.

## Історія
У 1944 році у селі відбувся горезвісний злочин нацистів проти людяності, виконавцями якого були службовці німецької 16-ї панцергренадерської дивізії СС «Рейхсфюрер-СС» під час Другої світової війни.
Вранці 12 серпня близько 560 жителів села та біженців (у тому числі 130 дітей) були вбиті, а їхні тіла спалені в рамках політики випаленої землі.
Після війни село відбудовано лише частково.
Різанина набула розголосу з 1994 року. Під час розслідування військового прокурора Антоніно Інтелізано 695 тек про воєнні злочини в Італії під час Другої світової війни знайшли в дерев'яній шафі, відомій як «Шафа ганьби» (італ. Armadio della vergogna), розташованій у палаці в Римі.
З 2000 року в цьому місці відкрито Італійський національний парк миру (Parco Nazionale della Pace) з меморіалами та музеєм, присвяченим різанині.

## Географія
Село лежить у гірській місцевості, в Апуанських Альпах, на відстані 12 км від П'єтрасанти та 16 від її пристані, на Середземному морі; 18 км від Віареджо, 24 від Маси і 37 від Каррари. Найближча залізнична станція — П'єтрасанта на лінії Піза-Генуя, а найближчий виїзд з автомагістралі — «Віареджо-Камайоре» на шосе A12.

## Галерея
|                                              |
| Осуарій та монумент у пам'ять жертв різанини |

|                 |
| Сільська церква |

## Популярна культура
Масове вбивство, скоєне нацистами, надихнуло Джеймса Макбрайда на створення роману «Диво у Святій Анні» та однойменного фільму Спайка Лі (2008), знятого на його основі.